# Hermann Ohlicher
Hermann Ohlicher (ur. 2 listopada 1949 w Bräunlingen) – niemiecki piłkarz grający na pozycji pomocnika lub napastnika, działacz sportowy.

## Kariera piłkarska

### Wczesna kariera
Hermann Ohlicher karierę piłkarską rozpoczął w FV Ravensburg, z którym w sezonie 1972/1973 dotarł do finału Pucharu Wirtembergii, w którym jego klub przegrał po serii rzutów karnych z VfL Sindelfingen, mimo iż Ohlicher wykorzystał swoją próbę.

### VfB Stuttgart
Po sezonie 1972/1973 został zawodnikiem występującego w Bundeslidze innego klubu z Badenii-Wirtembergii – VfB Stuttgart. W sezonie 1973/1974 rozegrał 33 mecze, w których zdobył 17 goli, a Czerwoni zakończyli rozgrywki ligowe na 9. miejscu, natomiast w Pucharze UEFA wygrali rywalizacje z cypryjskim Olympiakosem Nikozja (9:0, 4:0), czechosłowackim Tatranem Preszów (3:1, 5:3 p.d.), sowieckim Dynamem Kijów (0:2, 3:0), portugalskim Vitória Setúbal (1:0, 2:2) awansowali do półfinału, w którym przegrali rywalizację z późniejszym triumfatorem tych rozgrywek – holenderskim Feyenoordem Rotterdam (1:2, 2:2) i tym samym zakończyli udział w rozgrywkach, w których Ohlicher rozegrał 9 meczów, w których zdobył 7 goli.
W sezonie 1974/1975 rozegrał wszystkie 34 mecze, w których zdobył 17 goli, jednak Czerwoni zakończyli rozgrywki ligowe na 16. miejscu i tym samym spadli do 2. Bundesligi. W sezonie 1976/1977 Ohlicher zdobył 15 goli, a Czerwoni awansowali z grupy południowej do Bundesligi. Wówczas Ohlicher wrócił do pomocy, gdyż na atak awansował Hansi Müller. Czerwoni w Pucharze UEFA 1978/1979 awansowali do 1/8 finału, w którym ich przeciwnikiem była czechosłowacka Dukla Praga. 22 listopada 1978 roku w pierwszej rundzie w 87. minucie zdobył gola, ustalając wynik wygranego 4:1 meczu, jednak 6 grudnia 1978 roku w rewanżowym meczu przegrali 4:0 i tym samym zakończyli udział w rozgrywkach, w których Ohlicher rozegrał 6 meczów, w których zdobył 3 gole.
Zdobył z klubem wicemistrzostwo Niemiec (1979), dwukrotnie zajął 3. miejsce w Bundeslidze (1981, 1983), natomiast w sezonie 1983/1984 był kapitanem oraz liderem pomocy Czerwonych, gdzie partnerował mu reprezentant Islandii – Ásgeir Sigurvinsson. 19 maja 1984 roku, w przedostatniej – 33. kolejce, zdobył w 83. minucie zwycięskiego gola w wygranym 2:1 meczu wyjazdowym z Werderem Brema oraz Hamburger SV przegrał 0:2 w meczu domowym z Eintrachtem Frankfurt i tym samym Czerwoni na jedną kolejkę przed zakończeniem rozgrywek zapewnili sobie pierwsze od 1952 roku mistrzostwo Niemiec, dzięki czemu zagrali Pucharze Europy 1984/1985, w którym przeciwnikiem w pierwszej rundzie ich przeciwnikiem był bułgarski Lewski Sofia w którym dwukrotnie zremisowali: 1:1 (Ohlicher nie grał) i 2:2, jednak dzięki większej ilości goli zdobytych na wyjeździe do drugiej rundy awansował Lewski Sofia i tym samym Czerwoni zakończyli udział w rozgrywkach. Po sezonie 1984/1985 zakończył karierę piłkarską.
Łącznie rozegrał 460 meczów, w których zdobył 157 goli (318 meczów/96 goli w Bundeslidze, 72 mecze/30 goli w 2. Bundeslidze, 35 meczów/18 goli w Pucharze Niemiec, 1 mecz w Pucharze Europy, 34 mecze/13 goli w Pucharze UEFA).

## Sukcesy
VfB Stuttgart
- Mistrzostwo Niemiec: 1984
- Wicemistrzostwo Niemiec: 1979
- 3. miejsce w Bundeslidze: 1981, 1983
- Awans do Bundesligi: 1977

## Po zakończeniu kariery
Hermann Ohlicher po zakończeniu kariery piłkarskiej pracował na kierowniczym stanowisku w Toto-Lotto w Esslingen am Neckar. W 2010 roku został członkiem rady honorowej VfB Stuttgart, w której w 2014 roku został przewodniczącym, którym był do 9 października 2016 roku. Następnie został członkiem rady nadzorczej klubu, jednak 15 lutego 2021 roku ze względów zdrowotnych odszedł z zarządu.

## Życie prywatne
Hermann Ohlicher obecnie wraz z żoną i dziećmi mieszka w Esslingen am Neckar.